# Afa
Afa (korsisch: Afà) ist eine französische Gemeinde im südlichen Teil Korsikas, acht Kilometer nordöstlich von Ajaccio, mit 3350 Einwohnern (Stand 1. Januar 2022).
Die Gemeinde wird vom nördlich gelegenen Gozzi-Felsen (Rocher des Gozzi), einem eindrucksvollen, rötlichen Felsmassiv von 716 m Höhe, überragt.

## Geschichte
Afa war ursprünglich ein Ortsteil der Gemeinde Bocognano. Aufgrund von Gebietsabtretungen der Gemeinden Sarrola (heute Sarrola-Carcopino) im Nordosten, Mezzana (heute Valle-di-Mezzana) im Norden und Alata im Westen, entstand im Jahr 1852 die Gemeinde Afa. Der erste Bürgermeister, Carlo Calvelli, regierte die Gemeinde von 1852 bis 1858. Die meisten Bewohner waren damals Schäfer, die im Sommer in Bocognano und im Winter in Afa wohnten.

### Bevölkerungsentwicklung
| Jahr                       | 1962 | 1968 | 1975 | 1982 | 1990 | 1999 | 2006 | 2016 |
| Einwohner                  | 435  | 474  | 667  | 1102 | 1726 | 2055 | 2513 | 3132 |
| Quellen: Cassini und INSEE |      |      |      |      |      |      |      |      |

## Sehenswürdigkeiten
- Gemeindekirche
- Kriegerdenkmal vor dem Rathaus (Bildhauer: Noël Bonardi)

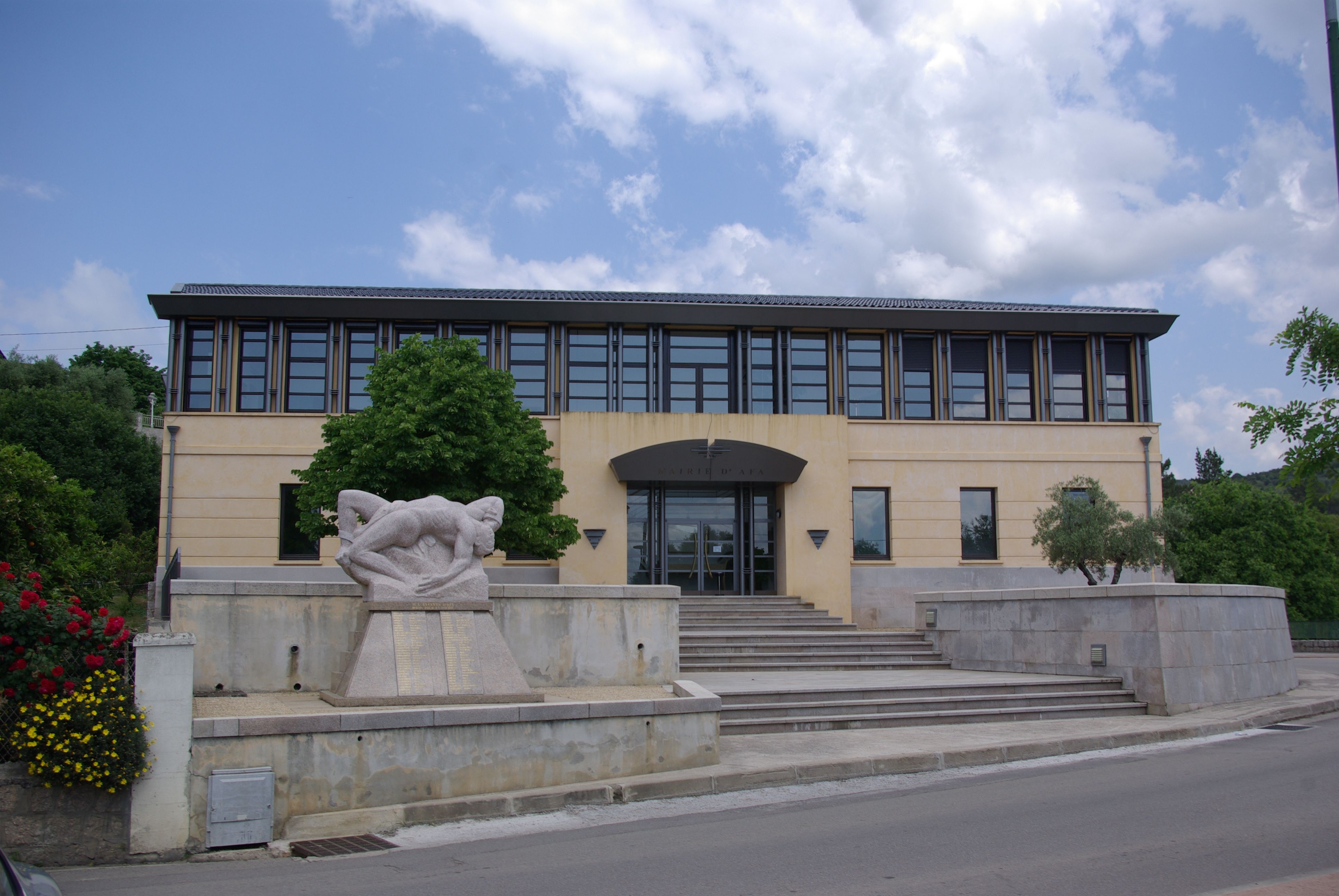
Rathaus mit Kriegerdenkmal
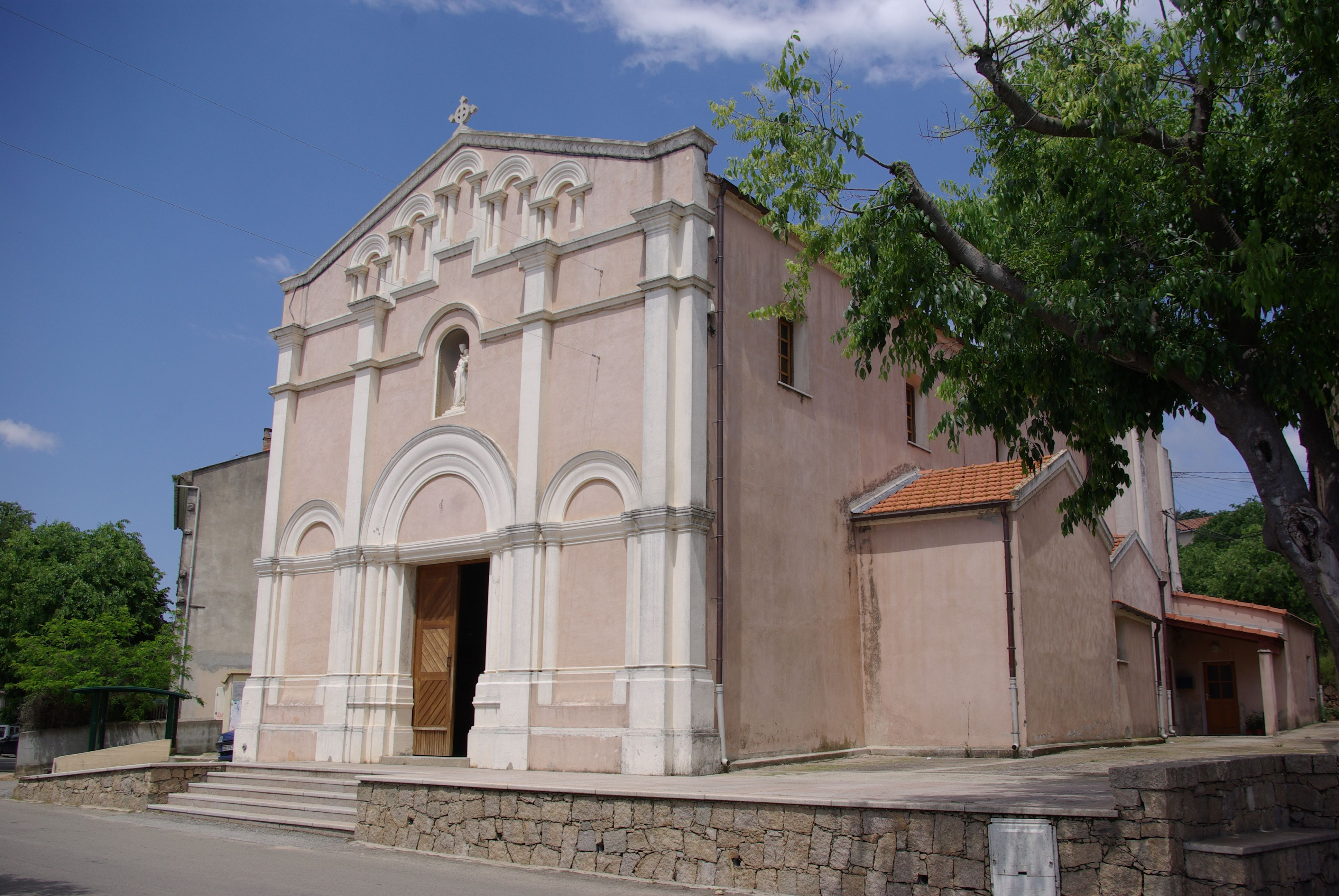
Kirche
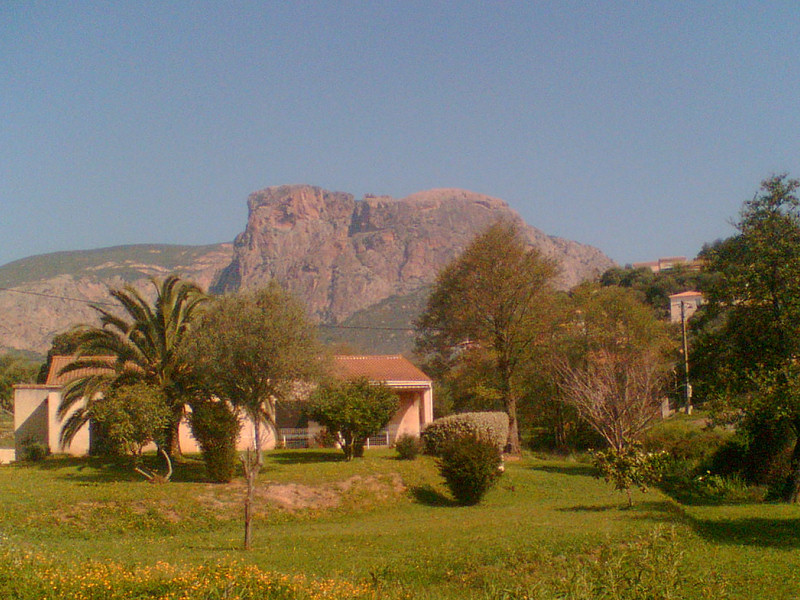
Rocher des Gozzi